# ديفيد جونز (لاعب كرة قدم)
ديفيد جونز (29 ديسمبر 1950 ببرادفورد في المملكة المتحدة - ) (بالإنجليزية: David Hilary Jones)‏ هو لاعب كرة قدم بريطاني في مركز جناح ‏. لعب مع نادي يورك سيتي ووولفرهامبتون واندررز ونادي جوول ‏.